# Kalaleh-e Pā‘īn
Kalaleh-e Pā‘īn (persiska: Kalāleh-ye Pā’īn, کلاله پائین) är en ort i Iran.   Den ligger i provinsen Östazarbaijan, i den nordvästra delen av landet, 500 km nordväst om huvudstaden Teheran. Kalaleh-e Pā‘īn ligger 1 008 meter över havet och antalet invånare är 201.
Terrängen runt Kalaleh-e Pā‘īn är kuperad norrut, men söderut är den bergig. Runt Kalaleh-e Pā‘īn är det ganska glesbefolkat, med 39 invånare per kvadratkilometer. Närmaste större samhälle är Osgelū, 15,4 km sydost om Kalaleh-e Pā‘īn. Trakten runt Kalaleh-e Pā‘īn består i huvudsak av gräsmarker.